# Georgia Davies
Georgia Davies, née le 11 octobre 1990 à Londres, est une nageuse britannique.
En 2012, elle participe aux Jeux olympiques de Londres dans l'épreuve du 100 mètres dos, mais n'a pas atteint la finale (quinzième temps). Elle remporte deux médailles aux Jeux du Commonwealth de 2014 pour le Pays de Galles dont celle d'or sur le 50 m dos puis celle de bronze championnats d'Europe de Berlin sur le 100 mètres dos.

## Palmarès

### Championnats du monde

#### Grand bassin
- Championnats du monde 2019 à Gwangju :
  -  Médaille de bronze du relais 4 × 100 m quatre nages mixte

### Championnats d'Europe
- Championnats d'Europe en petit bassin 2011 à Szczecin (Pologne) :
  -  Médaille d'argent du 50 m dos
- Championnats d'Europe 2014 à Berlin (Allemagne) :
  -  Médaille d'or au titre du relais 4 x 100 m quatre nages mixte (ne participe qu'aux séries)
  -  Médaille d'argent du 50 m dos
  -  Médaille de bronze du 100 m dos
  -  Médaille de bronze au titre du relais 4 x 100 m quatre nages
- Championnats d'Europe 2016 à Londres (Royaume-Uni) :
  -  Médaille d'or au titre du relais 4 x 100 m quatre nages (ne participe qu'aux séries)
  -  Médaille d'or au titre du relais 4 x 100 m quatre nages mixte (ne participe qu'aux séries)
  -  Médaille de bronze du 50 m dos
- Championnats d'Europe 2018 à Glasgow (Royaume-Uni) :
  -  Médaille d'or du 50 m dos
  -  Médaille d'or du 100 m dos

### Jeux du Commonwealth
- Jeux du Commonwealth de 2010 à Delhi (Inde) :
  -  Médaille de bronze du 400 m quatre nages
- Jeux du Commonwealth de 2014 à Glasgow (Écosse) :
  -  Médaille d'or du 50 m dos
  -  Médaille d'argent du 100 m dos